# Psautier de saint Louis de Leyde
Ne doit pas être confondu avec Psautier de saint Louis.
Le psautier de saint Louis de Leyde est un manuscrit enluminé réalisé vers 1190. Le psautier est conservé à la bibliothèque universitaire de Leyde sous le numéro d'inventaire BPL 76 A. Il tire son nom de l'un de ses anciens propriétaires, le roi de France Louis IX dit saint Louis qui, enfant, aurait appris la lecture dans ce livre. Le manuscrit est écrit sur parchemin, mesure 245 × 178 mm et compte 185 feuillets. L'ouvrage est divisé en trois parties. Les six premiers folios contiennent un calendrier liturgique, les folios 7 à 29 comportent des enluminures pleine page et les folios restants contiennent le psautier lui-même.

En 1902, Henri Omont, conservateur du département des manuscrits de la Bibliothèque nationale de France, justifie ainsi la notoriété du manuscrit : 

« Parmi les admirables psautiers à peintures, de provenance royale, copiés et enluminés au XIIIe et au XIVe siècle, le Psautier de S. Louis, conservé depuis plus d'un siècle et demi dans la bibliothèque de l'Université de Leyde, mérite d'occuper l'une des premières places. Il doit sa célébrité autant à la richesse de son ornementation qu'à la tradition ancienne, consignée à deux reprises sur ses pages, et aux termes de laquelle : Cist Psaultiers fu mon seignor saint Looys, qui fu roys de France, ou quel il aprist en s'anfance. »

— Henri Omont

## Origine du psautier
Le manuscrit a probablement été réalisé dans le nord de l'Angleterre à la fin du XIIe siècle pour Geoffroy Plantagenêt (1152-1212), le 32e archevêque d'York. Geoffroy était le fils illégitime d'Henri II et avait déjà été évêque de Lincoln entre 1173 et 1182. En août 1189, il fut nommé archevêque d'York par son demi-frère Richard Cœur de Lion, peut-être pour l'éliminer comme prétendant au trône. Le fait que le manuscrit ait effectivement été créé dans l'environnement de Geoffroy ressort clairement, entre autres choses, d'une mention sur le calendrier du psautier. Le texte suivant a été ajouté à la date du 7 juillet : « Obitus Henrici, regis Angl[orum], patris domini G., Eboracensis archiepiscopi », qui signifie « mort d'Henri, roi d'Angleterre, père de notre seigneur G., archevêque d'York ».

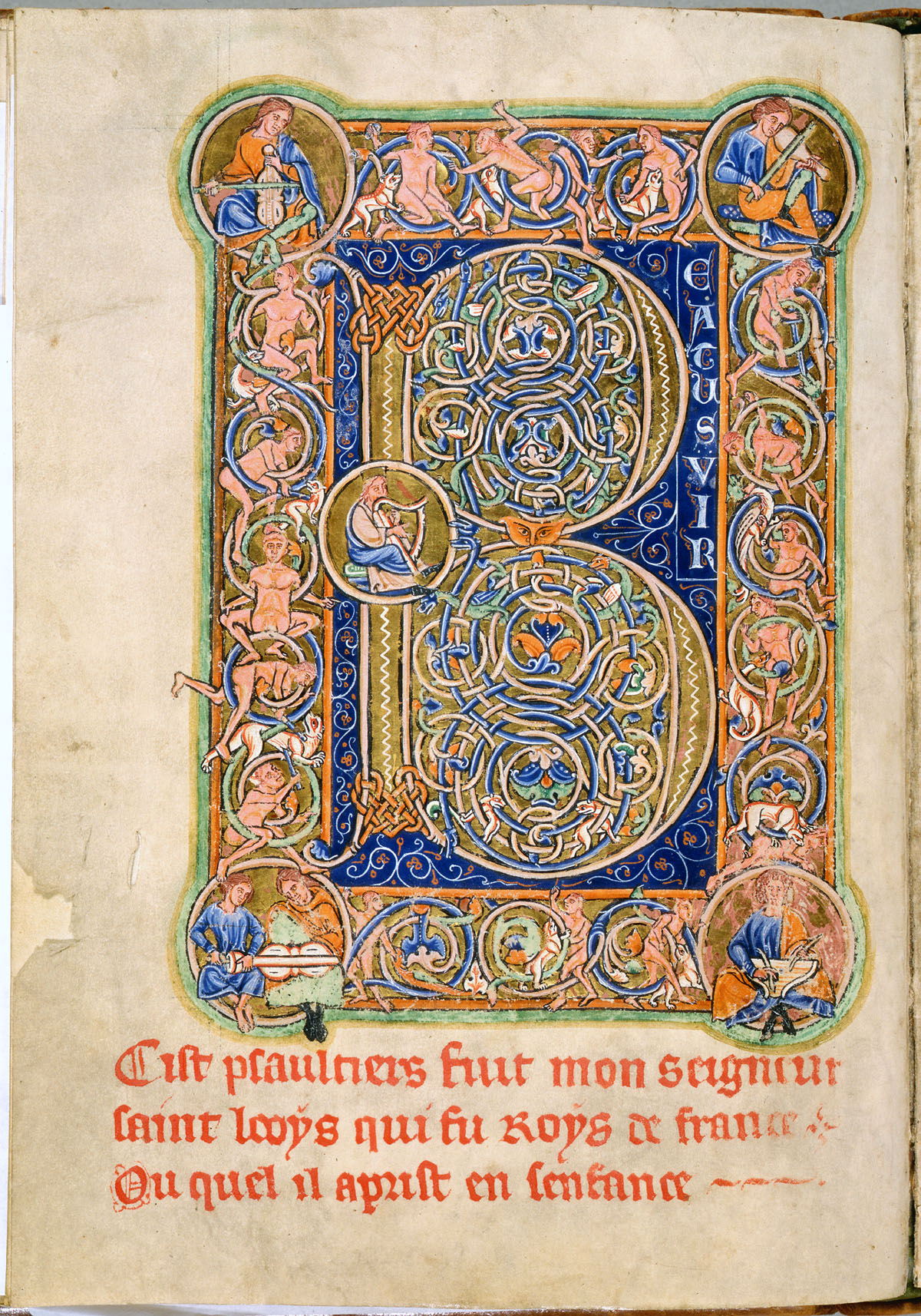
Folio 30v : initiale B d'ouverture du Psaume 1, Beatus vir (« Béni soit l'homme »). Au bas du feuillet se trouve l'ajout du XIVe siècle qui identifie le psautier comme manuel de saint Louis. L'enluminure avec des personnages faisant de la musique est typique d'un psautier. Au centre du B se trouve le roi David jouant de la harpe. Les figures nues et les animaux entrelacés qui forment le décor de la bordure sont caractéristiques de l'enluminure de livres romans. On les désigne souvent sous le terme de « décoration gymnastique ».

### Possession royale française (?-1398)
Le manuscrit réapparaît ensuite pour la première fois en possession royale française. On ne sait pas exactement comment cela s'est produit. Une théorie veut que l'œuvre ait été donnée à Louis VIII de France après la mort de Geoffroy en 1212, lorsqu'il fut proclamé roi (contesté) d'Angleterre en 1216. Cependant, on suppose généralement que l'œuvre est tombée entre les mains des Français plus tôt, notamment via Philippe II Auguste, le père de Louis VIII. En 1202, un conflit antérieur entre Philippe II et le roi anglais Jean sans Terre reprit. Philippe annexa alors toutes les possessions anglaises du continent. Il est possible qu'il soit entré en possession du manuscrit à l'occasion de ce conflit.
Le propriétaire royal suivant du manuscrit est défini plus clairement. Il fut offert par l'un ou l'autre à Blanche de Castille, épouse de Louis VIII depuis 1200. Cela peut aussi être déduit du calendrier. Le 6 octobre, le texte « Obiit Aldefonsus, rex Castelle et Toleti » a été ajouté. Cette référence à la mort d'Alphonse VIII de Castille, le père de Blanche, donne à penser qu'elle possédait le livre. On suppose actuellement qu'Alfonse est mort le 5 octobre 1214.
Après Blanche, le manuscrit est entré en possession de son propriétaire le plus célèbre, son fils saint Louis. Deux ajouts du XIVe siècle au psautier presque identiques font référence à Louis. Au bas du feuillet 30 verso il est écrit : « Cist psaultiers fuit mon seigneur saint looys qui fu roys de france, ouquel il aprist en senfance » et au bas du dernier feuillet (185r) il est écrit : « Cist psaultiers fu mon seigneur saint looys qui fu roys de france, ou quel il apriste en sanfance ». Cela peut se traduire en français moderne par : « Ce psautier fut de mon seigneur saint Louis, qui fut roi de France et grâce auquel il apprit [à lire] dans son enfance. » Selon ce texte, le jeune Louis non seulement a possédé le livre mais a également appris à le lire. Ce fait remarquable rendait le manuscrit extrêmement précieux pour la famille royale française. Après la canonisation de Louis en 1297, le psautier est devenu une relique.
Le psautier est resté longtemps en possession royale et c'est la lignée féminine qui en a hérité. Les différents propriétaires sont connus grâce à une mention dans le codicille de Blanche de Navarre de 1396. Louis l'avait offert à sa plus jeune fille Agnès. Après elle, il est entré en possession de sa fille Jeanne de Bourgogne. Elle épousa le futur roi Philippe VI de France en 1313. Après la mort de Jeanne en 1349, le psautier resta entre les mains de Philippe, qui le donna ensuite à sa seconde épouse, Blanche de Navarre. Après cela, le manuscrit a quitté la bibliothèque royale française parce que Blanche en a fait don dans son codicille à son beau-petit-fils Philippe le Hardi.

### Le psautier dans la bibliothèque bourguignonne (1398-?)
Ce duc fut non seulement le fondateur de la dynastie Valois-Bourgogne, mais aussi le fondateur de la bibliothèque des ducs de Bourgogne. Cette bibliothèque, continuellement enrichie par les ducs bourguignons successifs avec de nombreux et beaux manuscrits, comprenait près d'un millier de manuscrits à la mort de Charles le Téméraire en 1477. Le manuscrit est mentionné deux fois de plus dans un inventaire de la bibliothèque (en 1420 après la mort de Jean sans Peur et en 1467-69 après la mort de Philippe le Bon), mais à un moment donné, il quitte de nouveau la bibliothèque. La dernière mention du manuscrit se trouve sur une liste de livres probablement du début du XVIe siècle empruntés temporairement à la bibliothèque. Puis on perd sa trace.

### Dans la bibliothèque universitaire de Leyde (à partir de 1741)
Le psautier ne réapparut qu'en 1741 lorsque Johan van den Bergh en fit don à la Bibliothèque universitaire de Leyde. Van den Bergh (1664-1755) fut à plusieurs reprises maire de Leyde et secrétaire du conseil d'administration de l'université de cette ville. On ne sait pas comment il est entré en possession du manuscrit. Cela s'est probablement produit lors de son séjour dans le sud des Pays-Bas entre 1706 et 1716. Avec Jacob Hop, il était alors représentant local du Conseil d'État.
Le manuscrit a été conservé à la bibliothèque universitaire dans la sous-collection Bibliotheca Publica Latina, d'où il tire également son numéro d'inventaire. Cette collection de manuscrits en latin constitue le noyau de la collection de manuscrits depuis la nomination de Janus Dousa comme premier bibliothécaire en 1585.

## Contenu du manuscrit

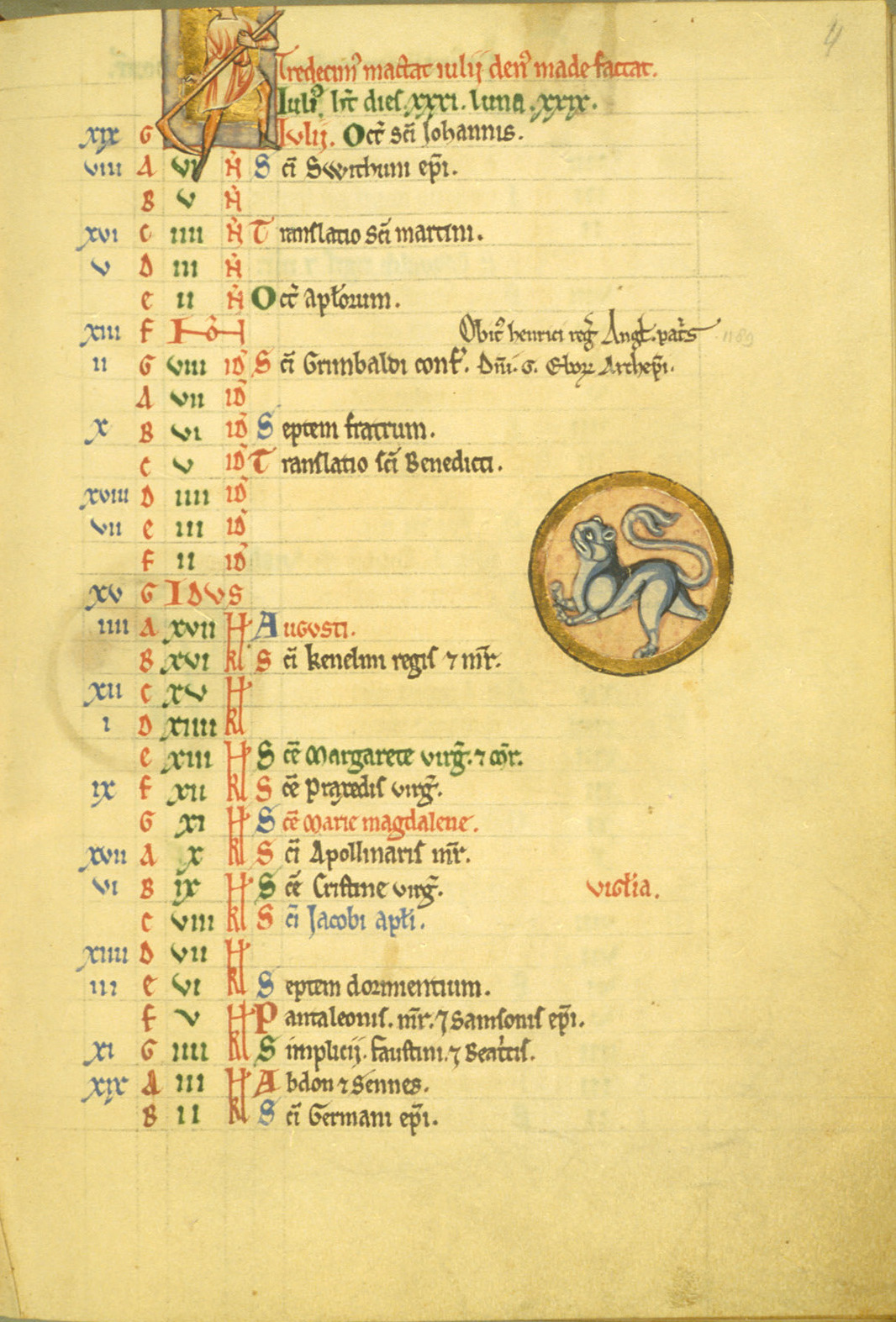
Folio 4r : Le mois de juillet du calendrier.

### Le calendrier (1r-6v)
Comme la plupart des psautiers, cet exemplaire est également précédé d'un calendrier. Le calendrier médiéval était divisé selon le système julien et comptait, comme aujourd'hui, 365 jours répartis sur 12 mois et un jour bissextile une fois tous les quatre ans. La division de ces mois suivait également le système romain. Chaque mois n'avait que trois jours nommés : calendes, nones et ides. Tous les autres jours étaient indiqués en indiquant la différence avec le lendemain par un nom. Les calendriers qui précèdent les psautiers ou les livres d'heures sont toujours des calendriers perpétuels. Cela signifie que seuls les jours fériés fixes sont indiqués. De plus, des tableaux sont souvent inclus afin de calculer la date de Pâques.
Dans le psautier de saint Louis, chaque feuillet du calendrier est réservé à un mois distinct et est divisé de la même manière. Le calendrier s'ouvre avec janvier. On représente ici le mois de juillet, qui peut servir d'exemple pour l'ensemble du calendrier.
Le feuillet s'ouvre sur un hexamètre écrit à l'encre rouge avec une rime interne : « Tredecimus mactat iulii decimus madefactat ». Ce verset étrange (il se traduit par : « Le 13 tue, le 10 juillet enivre ») est un mnémonique pour rappeler le dies Aegyptiaci. Ces « jours égyptiens » étaient considérés comme des jours de malchance et, par exemple, n'étaient pas propices aux saignées. Il y avait deux jours de ce type par mois. Le nombre du premier verset devait être compté à partir du début du mois, le deuxième nombre à partir de la fin. Donc pour juillet, ce sont le 13 et le 22. Ce verset est d'ailleurs une variante de la version beaucoup plus courante « Tredecimus mactat, iulii decimus labefactat ». (Le treizième tue, le dix juillet détruit)
À l'encre verte suit une ligne en dessous qui indique le nombre de jours du mois et le nombre de jours du mois lunaire. Dans le cas de juillet, cela signifie : « Iulius habet dies xxxi. Luna xxix ». (Juillet compte 31 jours et un mois lunaire, 29 jours).
À gauche se trouve une vignette qui fait référence aux œuvres du mois. Pendant le mois de juillet, un agriculteur fauche avec une faux. Il est ici clairement visible que le manuscrit a été tronqué à un moment donné. La miniature est sérieusement raccourcie en haut. Sur le côté droit, à mi-chemin du folio, on trouve une deuxième miniature avec le signe du zodiaque du mois. Pour juillet, c'est le lion. Le reste du folio est occupé par le calendrier lui-même. Celui-ci est divisé en cinq colonnes.
La première colonne contient des nombres romains pour certains jours, allant de 1 à 19 dans un ordre fixe (14, 3, 11, 19, 8, 16, 5, 13, 2, 10, 18, 7, 15, 4, 12, 1, 9, 17, 6). C'est ce qu'on appelle les nombres d'or. Ces nombres servaient à déterminer la position de la lune à une date donnée, en tenant compte du cycle métonique. Ce cycle de 19 ans commence une année au cours de laquelle il y a une nouvelle lune le 22 mars. La différence de position de la lune l'année suivante à cette date est appelée epacta. Les dix-neuf nombres indiquent en quelle année du cycle il y a une nouvelle lune à cette date. Dans l'exemple de juillet, cela signifie qu'il y a une nouvelle lune le 1er juillet (XIX) de la dix-neuvième année du cycle métonique.
La colonne suivante contient la lettre du dimanche. Parce que les 365 jours d'une année ne correspondent pas exactement à 52 semaines (il reste 1 jour chaque année), les jours de la semaine ne peuvent pas être identifiés par leur nom dans un calendrier perpétuel. Ceux-ci changent d’un jour chaque année. Pour remédier à cela, les sept jours de la semaine sont marqués des lettres A à G, les lettres du dimanche. Si le 1er janvier tombe un dimanche, l'année est indiquée par A. Avec le nombre d'or et un tableau de Pâques, la date de Pâques pouvait être calculée pour chaque année. Le mois de juillet commence avec les journées consécutives du GABCDEF.
Les colonnes 3 et 4 indiquent le jour du mois par rapport aux trois jours nommés : calendes, nones et ides. Le calendrier est toujours le premier jour du mois. Nones est le cinquième jour, sauf en mars, mai, juillet et octobre où c'est le septième jour. Ides est le treizième jour, sauf dans les quatre mois mentionnés, où c'est le quinzième jour. Le 1er juillet correspond donc au calendrier de juillet. Le 2 juillet est noté VI N, le sixième jour pour Nones, le 7 juillet. Le jour portant un nom est donc inclus dans le décompte. A la fin du mois, les jours sont comptés dans le calendrier du mois suivant. Ainsi, par exemple, le 30 juillet est la « classe III ».
La dernière colonne contient les jours des saints. Le psautier trahit ses origines par un grand nombre de saints typiquement anglais. Quelques jours notables en juillet :
- 1er juillet (calendrier juillet) : jour octave de la naissance de Jean-Baptiste (Oct[ave] S[an]c[t]i Iohannis)
- 8 juillet (VIII ides) : saint Grimbald, confesseur (S[an]c[t]i Grimbaldi conf[essoris])
- 17 juillet (XVIe calendes) : Kenelm de Mercie, roi et martyr (Kenelini regis et m[arty]r[is])

### Les enluminures (7r-29v)

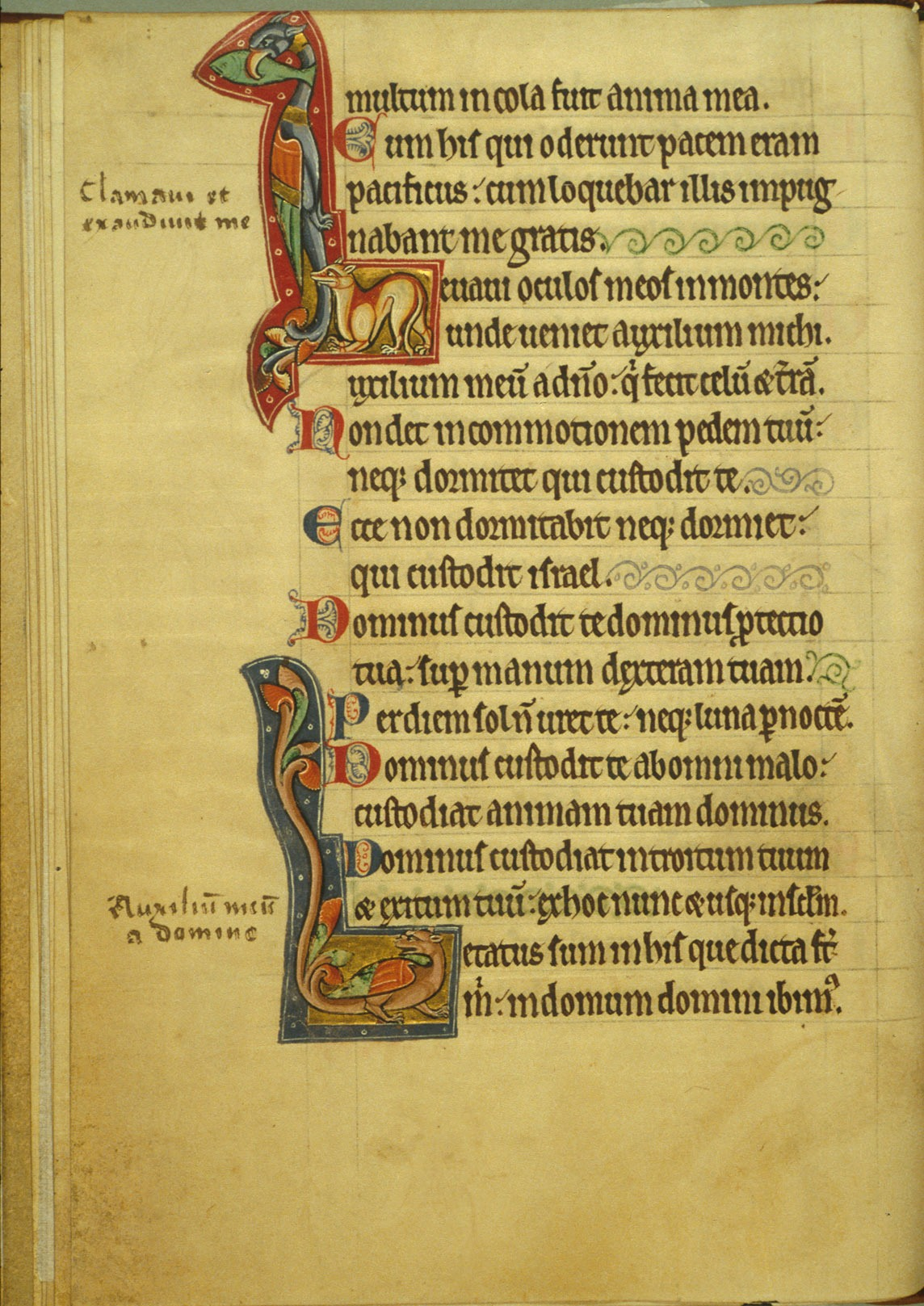
Folio 150r : Deux initiales dites zoomorphes. Les deux lettrines sont en grande partie composées d'animaux (fantastiques). L'initiale supérieure L provient du Psaume 120 « Levavi oculos meos » (« Je lève les yeux »). La deuxième initiale, également un L, est tirée du Psaume 121 « Laetatus sum » (« Je suis dans la joie »).

À la suite du calendrier se trouvent 23 feuillets avec enluminures. Ceux-ci sont chacun disposés deux par deux, le dos du feuillet de parchemin étant laissé vierge pour empêcher les impressions indésirables. Les enluminures mesurent chacune 160 × 110 mm (sur folio de 245 × 178 mm). La plupart des images sont constituées de deux scènes placées l’une au-dessus de l’autre. Les huit premiers feuillets contiennent des représentations d'épisodes de l'Ancien Testament, les quinze autres sont tirés du Nouveau Testament. Il n'y a donc pas de véritable lien avec les psaumes. Les miniatures sont très richement réalisées, souvent avec un fond doré. Le style est typiquement roman avec des figures statiques et de lourds plis dans les vêtements. L'utilisation limitée de la couleur, avec uniquement des tons rouges, bleus et verts, revient dans toutes les miniatures. Cela garantit l’unité entre les différentes images. On remarque que de nombreux personnages sortent de l'image ou se situent sur le bord.
On trouvera ci-dessous un aperçu des thèmes des différentes miniatures.

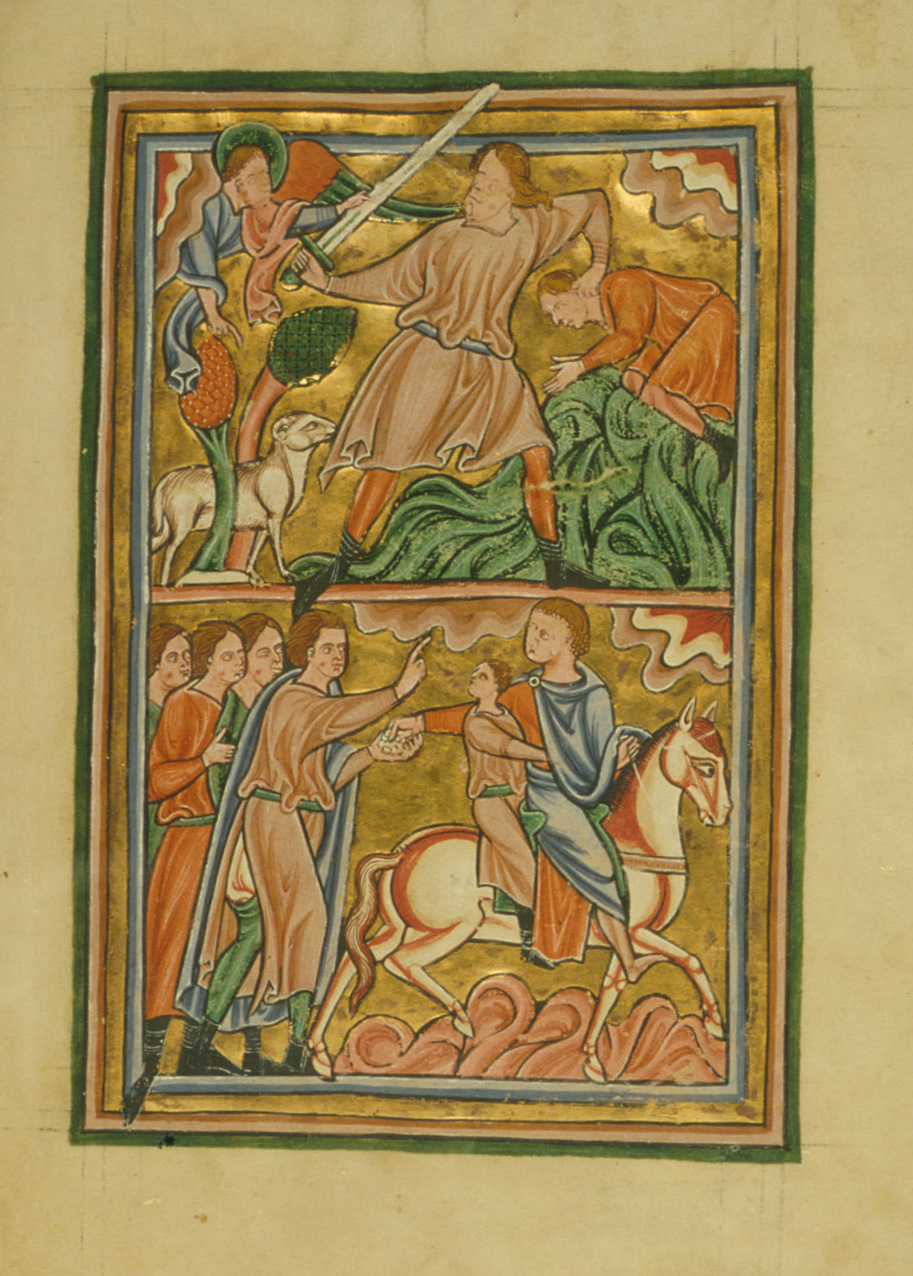
13 recto
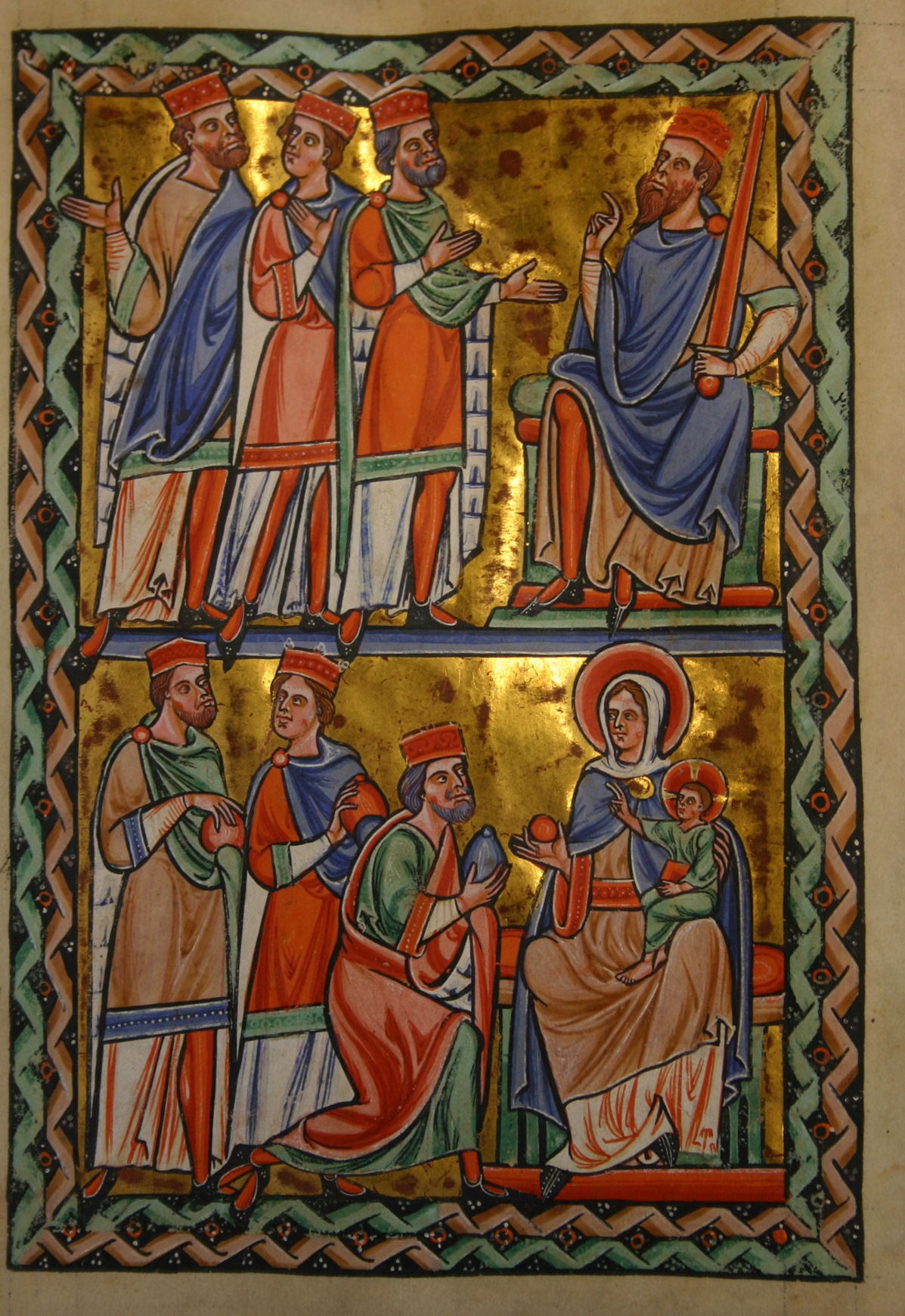
17 recto
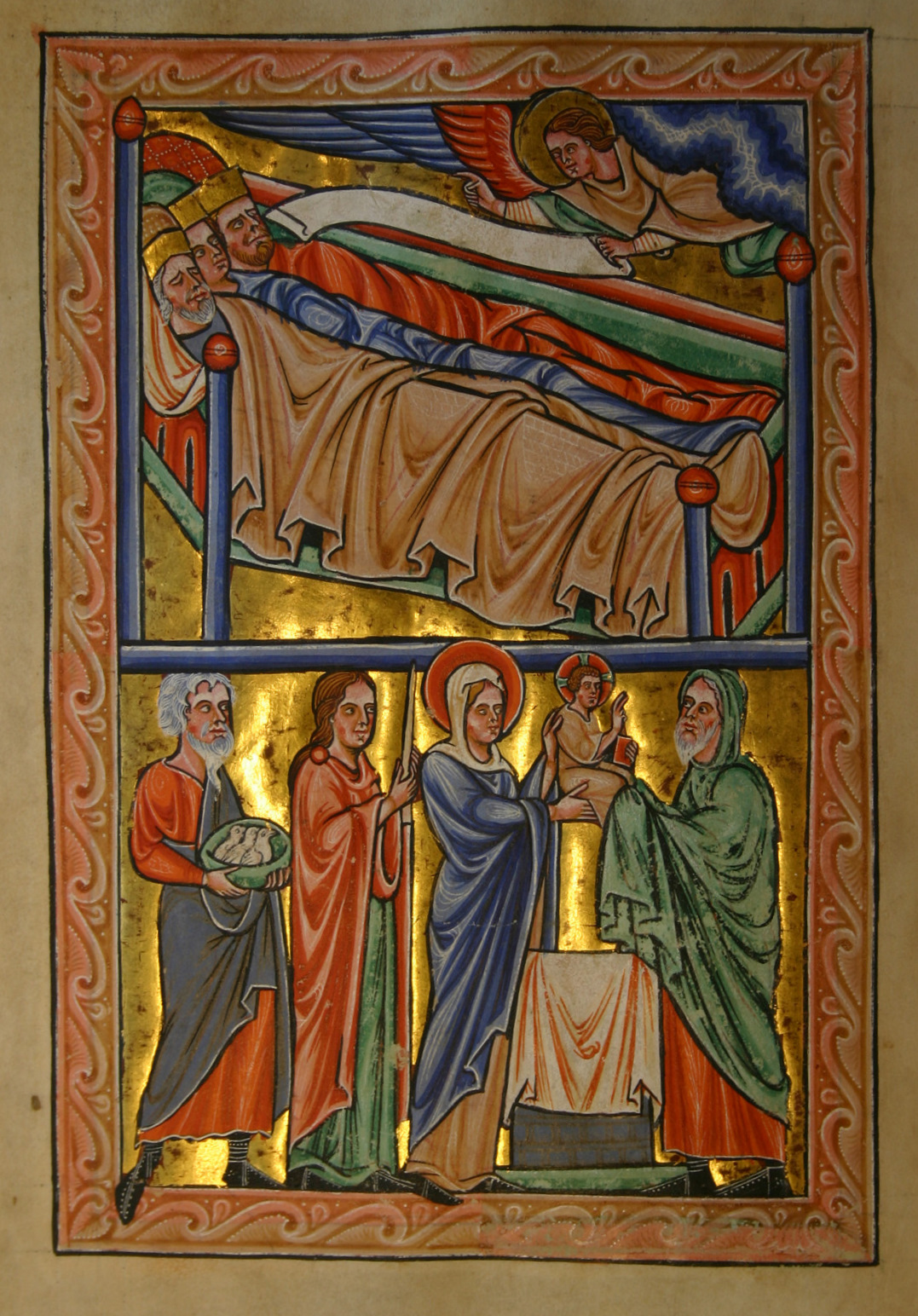
18 verso
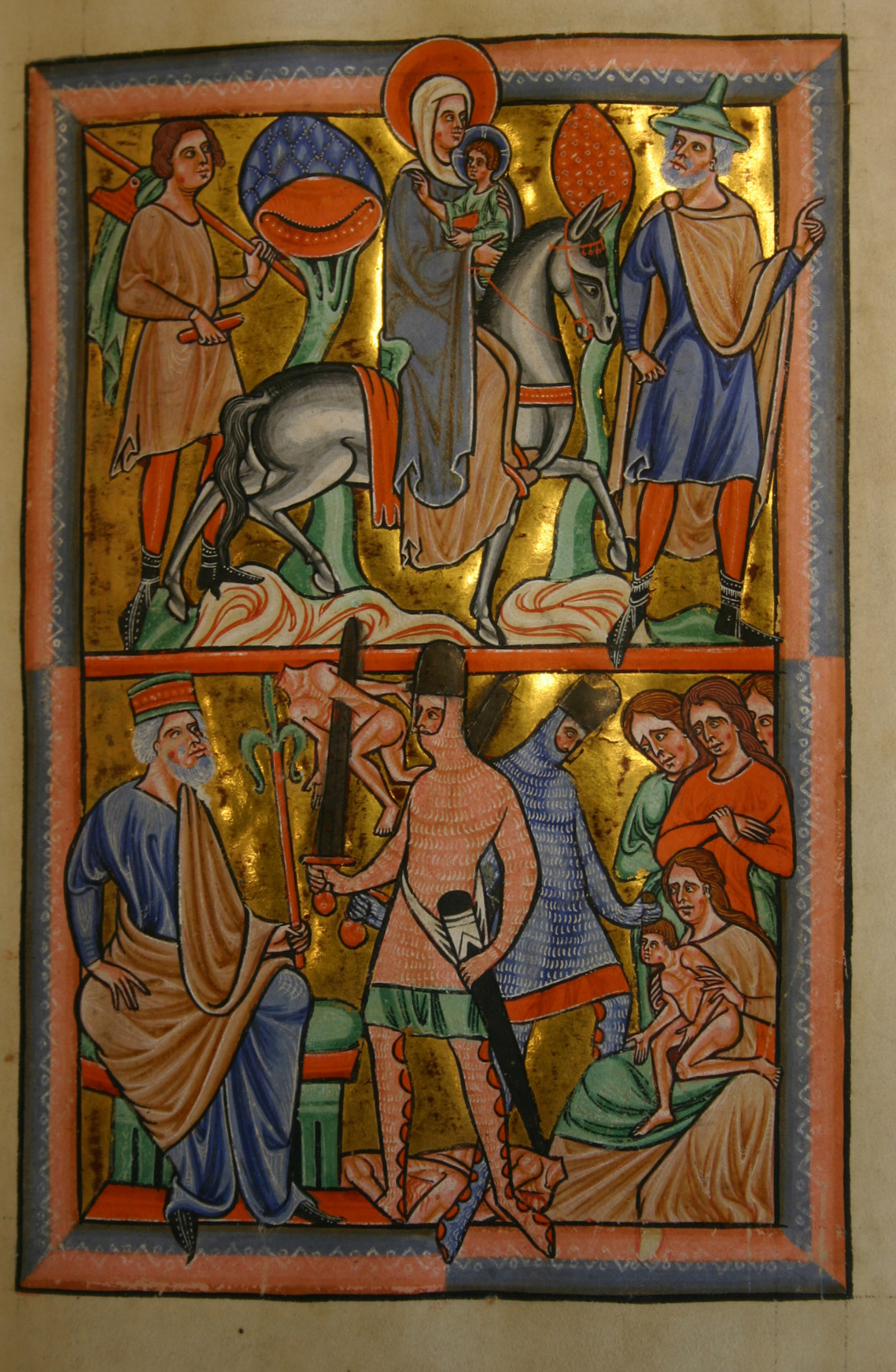
19 recto

| folio | sujet (représentation supérieure)                                                                | sujet (représentation du bas)                                                       |
| 7r    | La création                                                                                      | La création                                                                         |
| 8v    | Explication à Adam et Ève sur l'arbre de la connaissance                                         | La chute                                                                            |
| 8v    | L'expulsion d'Adam et Ève du Paradis                                                             | Adam et Ève travaillent la terre                                                    |
| 10v   | Les sacrifices de Caïn et d'Abel. Caïn tuant Abel                                                | Le commandement de Dieu à Noé de construire une arche et la construction de l'arche |
| 11r   | Le retour de la colombe avec un rameau d'olivier                                                 | L'ivresse et la nudité de Noé                                                       |
| 12v   | L'alliance entre Dieu et Abraham. Abraham et Agar avec leur fils Ismaël.                         | Abraham et les trois anges                                                          |
| 13r   | Le sacrifice d'Isaac                                                                             | Joseph, vendu par ses frères, est emmené en Égypte                                  |
| 14v   | Samson combattant le lion                                                                        | Samson détruit le temple                                                            |
| 15r   | L'Annonciation. La Visitation                                                                    | La naissance de Jésus                                                               |
| 16v   | L'annonce aux bergers                                                                            | Les trois rois suivent l'étoile                                                     |
| 17r   | Les trois rois devant Hérode                                                                     | L'adoration des trois rois                                                          |
| 18v   | Un ange avertit les trois rois dans leur sommeil de ne pas retourner auprès d'Hérode.            | La présentation au temple                                                           |
| 19r   | La Sainte Famille s'enfuit en Égypte                                                             | Le massacre des Innocents                                                           |
| 20v   | Les Noces de Cana                                                                                | Le baptême du Christ par Jean-Baptiste                                              |
| 21h   | Le Christ résiste aux trois tentations de Satan                                                  | Le Christ résiste aux trois tentations de Satan                                     |
| 22v   | La résurrection de Lazare                                                                        | L'entrée du Christ à Jérusalem                                                      |
| 23r   | L'arrestation du Christ avec le baiser de Judas et Pierre coupant l'oreille de l'esclave Malchus | L'entrée du Christ à Jérusalem                                                      |
| 24v   | Le Christ devant Ponce Pilate                                                                    | La flagellation du Christ. Le portement de la croix                                 |
| 25r   | La Descente de Croix                                                                             | La lamentation du Christ                                                            |
| 26v   | Les trois Marie au tombeau vide du Christ                                                        | Le Christ dans les limbes                                                           |
| 27r   | Marie-Madeleine voit le Christ ressuscité. Les disciples d' Emmaüs                               | Thomas qui doute                                                                    |
| 28v   | L'Ascension du Christ                                                                            | L'effusion du Saint-Esprit                                                          |
| 29r   | Le Christ intronisé entre les quatre évangélistes avec leurs symboles                            | Le Christ intronisé entre les quatre évangélistes avec leurs symboles               |
| 30v   | Initiale historiée B du premier psaume, « Beatus vir »                                           | Initiale historiée B du premier psaume, « Beatus vir »                              |

- 13 recto
- 17 recto
- 18 verso
- 19 recto

### Le psautier (30v-185v)
Le texte est écrit en latin avec une écriture gothique du type textura.
Cette partie principale du manuscrit est divisée en plusieurs sections. Les folios 30v-166v contiennent les 150 psaumes. Viennent ensuite les cantiques (167r-177r), le Symbole d'Athanase (177v-179r), les litanies (179v-182r) et enfin sept prières souvent récitées en combinaison avec les psaumes (182v-184r). De nombreuses prières s'y sont ajoutées au XIIIe siècle sur les deux derniers feuillets (184v et 185r).
Les psaumes du psautier sont classés selon l'ordre biblique de 1 à 150. Cela fait du psautier un psalterium non feriatum ; les psaumes ne sont pas disposés selon l'ordre réel d'utilisation lors des prières chorales.
L’initiale du Psaume 1 a été enluminée sur une pleine page. Les initiales des autres psaumes sont enluminées à plus petite échelle. La première lettre de chaque nouveau vers d'un psaume commence par une littera notabilior (lettrine capitale), lettre légèrement agrandie alternativement en rouge ou en bleu. Le copiste a veillé à ce qu'une telle lettre apparaisse toujours au début d'une nouvelle ligne. Tout espace restant à la fin de la dernière ligne d'un verset est rempli par ce qu'on appelle des remplisseurs de lignes, souvent sous la forme de vrilles de feuilles.
Dans la marge gauche du texte, des fragments de prières ont été ajoutés ultérieurement sur divers feuillets. Même s’il est tentant d’y reconnaître la main de saint Louis lui-même, cela n’est pas du tout certain.

## Le rôle du psautier dans l'éducation
Au Moyen Âge, les psautiers jouaient régulièrement un rôle important dans l'éducation des enfants (nobles). Non seulement ils étaient utiles pour la catéchèse, mais ils étaient souvent aussi utilisés pour apprendre à lire aux enfants. Le psautier de saint Louis convenait particulièrement à cela. Le texte des psaumes est écrit en lettres larges et claires et la collection de miniatures du début forme un véritable livre d'images pour l'éducation religieuse. On pense que non seulement Louis lui-même a appris à lire à partir du manuscrit, mais que celui-ci a également été utilisé comme manuel au cours des siècles suivants. Marguerite de Parme par exemple, a peut-être aussi appris à lire ce manuscrit dans sa jeunesse.